# Анобон
Анобон (службени назив:Annobón, локални називи Pagalu ili Pigalu, шпански: Año Bueno) je острво у саставу Екваторијалне Гвинеје. Острво се налази у јужном Атлантику, око 350 км западно од Габона и 180 км југозападно од острва Свети Тома. Дугачко је 6,4 км а широко 3,2 км, површине око 17,5 km². Број становника је око 5000. У преводу значи Добра година.

## Географија
Анобон је угашени вулкан чији се врх од 598 m издиже изнад нивоа мора. Острво се одликује низом бујних долина и стрмим брдима, прекривеним богатим шумама. У средишту острва се налази кратерско језеро звано Лаго а Пот.

## Историја
Острво су открили Португалци 1. јануара 1473, а његово име проистиче из његовог открића на новогодишње празнике. Острво је по свему судећи било ненастањено до колонизације Португалаца из 1474, пре свега Африканцима из Анголе преко острва Свети Тома.

## Привреда
Иако је на острву релативно развијена дрвна индустрија и риболов, главна ставка је ипак нафтна индустрија. Анобон је од стратешке важности за Екваторијалну Гвинеју с обзиром да земља кроз своје власништвом над овим острвом потражује велику поморску територију на југу свог суседа, Светог Томе и Принсипе (који се и сам налази на југу главне копнене масе Екваторијалне Гвинеје). Искоришћавање нафте у Гвинејском заливу представља више од 80% економије Екваторијалне Гвинеје, иако се предвиђа да ће те залихе према неким изворима пресушити пре 2020. Иако се бушење тренутно не одвија на Светом Томи, процењује се да је 34 милијарде барела нафте у кругу његових морских граница. Екваторијалне Гвинеја потражује право на истраживање и производњу угљоводоника у великом подручју мора око Анобона које се протеже од 1°N до готово 5°S, и од 2°E до 7°E. то је подручје веће од целог копна и мора остатка Екваторијалне Гвинеје.

## Еколошки проблем
Немачке новине Шпигл објавиле су 28. 8. 2006. године да је влада Екваторијалне Гвинеје продала дозволе компанијама из Велике Британије и САД за закопавање 10 милиона тона отровног и 7 милиона тона радиоактивног отпада на овом острву. Теодоро Обијанг Нгема Мбасого, председник Екваторијалне Гвинеје, наводно прима од САД 200 милиона долара годишње за обнављање дозвола, док острвско становништво живи у екстремном сиромаштву. Извештај је такође показао да је цели острвски екосистем у опасности од колапса због великог одлагања отпада.